# Rezonansa
A Rezonansa egy boszniai pop-folkrock együttes volt, amely 1975 és 1989 között működött. Brano Likić és testvére, Branka Likić alapították, akik dalszerző-szövegíróként is közreműködtek. Nemoj meni branit moja nano c. daluk volt az első sikerük, másfél évtizedes működésük során öt nagylemezt és kilenc kislemezt készítettek.

## Tagok
- Brano Likić - ének, basszus, gitár, billentyűs hangszerek
- Branka Seka Likić - ének
- Ljubo Pavlović - dob (1975-1981)
- Mario Barišić - hegedű (1975-1977)
- Božidar Bobo Arkus - hegedű (1975-1982)
- Darko Arkus - billentyűs hangszerek (1975-1977)
- Josip Mijač - gitár, fuvola (1975-1977)
- Jasminko Zubanović - gitár (1978-1979)
- Milan Kokan Babić - dob (1978-1979)
- Šefćet Hodža - gitár (1978-1980)
- Dragan Điđi Jankelić - dob (1977-1978)
- Nebojša Krulanović - zongora (1977-1978)
- Džemal Novaković - gitár (1980-1985)
- Tonči Mališ - billentyűs hangszerek (1980-1985)
- Dragan Pero Nikačević - dob (1980-1985)
- Nikša Bratoš - billentyűs hangszerek, gitár (1985-1987)
- Damir Arslanagić - billentyűs hangszerek (1985-1988)
- Ademir Kufi Volić - dob (1985-1987)

## Diszkográfia

### Kislemezek
- Nemoj meni branit, moja nano / Moj tata u 10 (Jugoton, 1975)
- Trči čule / Gradska tema (PGP RTB, 1975)
- Hajde, dušo, da igramo malo / Slikarka (PGP RTB, 1976)
- Eno aviona / Ne znam gdje ću sad (PGP RTB 1976)
- Neka svijet bude orkestar / Saraj-poljem (PGP RTB, 1977)
- Tamo preko Dunava / Vjeruj mi (Diskoton, 1978)
- Jedno veče u hotelu konobari i kuhari / Kad ću te vidjeti opet (Diskoton, 1979)
- Ne rastužuj me / U kafiću "Bel Ami" (Diskoton, 1980)
- Vječni plamen mladosti / Svi nek' znaju (Diskoton, 1981)

### Nagylemezek
- Nemoj meni... Nemoj ni ti meni! (PGP RTB, 1975)
- Procvjetala ljubičica plava (Diskoton, 1978)
- Prolaz molim (Diskoton, 1978)
- Profesija muzičar (Diskoton, 1981)
- Rezonansa (Sarajevo Disk, 1985)

### Kazetták
- Rezonansa (Diskoton, 1979)
- Život u dvije smjene (Sarajevo Disk, 1986)

### CD
- Mirno idem krivim putem (Croatia Records, 2024)